# 트리샤 오닐

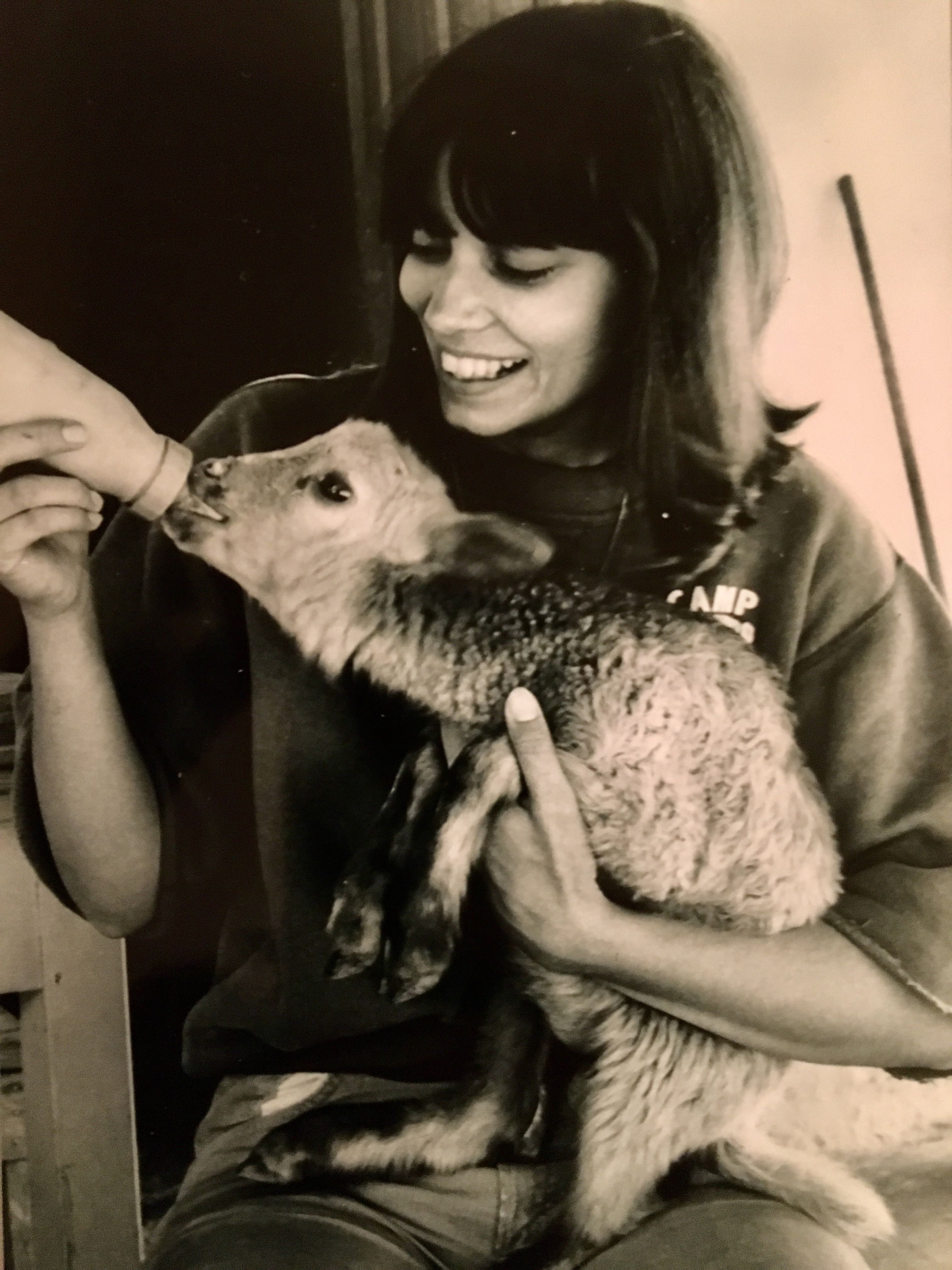

트리샤 오닐(Tricia O'Neil, 1945년 3월 11일 ~ )은 미국의 텔레비전 배우, 영화배우, 배우, 모델, 연극 배우이다.
슈리브포트에서 태어났다.

## 영화
- 지아 (1998년)
- 타이타닉 (1997년) - 여자 역
- 중년의 함정 (1992년)
- 테드 & 비너스 (1991년)
- 비버리힐즈의 아이들 (1990년)
- 스타 트렉 - 넥스트 제너레이션 TV 시리즈 (1987년)
- A 특공대 - TV시리즈 (1983년)
- 다이너스티 (1981년)
- 달리는 사이먼 (1981년)
- 더 폴 가이 (1981년)
- 피라나 2 (1981년)
- 달라스 (1978년)
- 집에 혼자 있는가 (1978년)
- 하와이 5-0수사대 (1968년)